# Жіноче одиночне фігурне катання
Жіноче одиночне фігурне катання — дисципліна фігурного катання.

## Історія

### Перші кроки
У XIX столітті змагання серед жінок не проводилися, і згідно з першим Правилам ІСУ 1897 р. вони могли брати участь тільки в змаганнях пар, що складаються з чоловіка та жінки або двох жінок.
У 1901 році  ІСУ, під тиском громадськості, як виняток дозволив брати участь у чоловічих змаганнях жінці — англійці Медж Сайерс (англ. Madge Syers-Cave), а з 1906 року став проводити окремі чемпіонати світу і серед жінок.
У 1906—1907 чемпіонкою світу ставала Сайерс, а у 1908—1914 великих досягнень здобула угорська школа, ставали чемпіонками Лілі Кронбергер (Lily Kronberger) та Опика фон Мерай-Хорват (Opika von Meray-Horvath). Основна увага приділялася численним обов'язковим фігурам (по 6 на кожній нозі, всього 12), у довільній програмі виконувались одинарні стрибки, з обертань робилися тільки обертання сидячі та обертання стоячи.

### Після Першої світової війни
Після Першої світової війни жіноче одиночне катання очолила Герма Планк-Сабо (Herma Plank-Szabo) з Австрії, а потім її змінила норвезька фігуристка Соня Хені, вона вигравала всі чемпіонати світу, Європи та Олімпіади у 1927—1936 і виконала першою серед жінок одинарний аксель.
Наприкінці 1930-х років жінки стали виконувати подвійні стрибки, стали більш різноманітними обертання. Першою зробила подвійний стрибок (сальхов) у 1937 році англійка Сесілія Колледж (Lane Colledge), яка додала у фігурне катання заклін (layback spin) та обертання у ластівці (camel spin), а також заклала в англійській школі традицію створювати перевагу за рахунок дуже якісних обов'язкових фігур. З 1936 року в чемпіонатах світу стали брати участь французькі фігуристки, в тому числі легендарна Жаклін Водекран (фр. Jaqueline Vaudecran), яка згодом стала великим тренером.
Після Другої світової війни американки і канадки, не зупинивши на час війни, як європейці, розвиток своїх шкіл (напр., канадка Барбара Енн Скотт першою зробила подвійний лутц у 1942), стали змагатися з європейськими фігуристками на рівних. У 1949—1950 чемпіонкою світу стала легендарна чехословацька фігуристка Алена Врзанова (чеськ. Alena Vrzáňová), вперше серед жінок виконала подвійний аксель. У 1951 році за рахунок ідеальних обов'язкових фігур чемпіонат світу зуміла виграти англійка Жанетт Альтвегг (Jeanette Altwegg), а у 1952 — представивши виключно гармонійну та оригінальну довільну програму на музику Мусоргського і Гріга — француженка Жаклін дю Б'єф (Jacqueline du Bief), учениця Ж. Водекран.
Проте потім на довгі роки в жіночому одиночному катанні запанували американки, лише іноді поступаючись представницям Європи. Спочатку Тенлі Олбрайт (Tenley Albright), потім Керол Хейсс (Carol Heiss, вигравала в 1956—1960), і цілий низка інших, проголошували чіткий одноманітний стандартний стиль — дуже якісно виконані технічні елементи, гнучкість, пластичність, з ефектною хореографією та постановками програм у точній відповідності з правилами, практично завжди виконуваних під популярну класичну музику, вкрай рідко виконуючи рекордні стрибки або оригінальні нові елементи. Особливо затвердив цей стиль тренер Карло Фассі (Carlo Fassi), його учениці Пеггі Флемінг (Peggy Fleming) і Дороті Гемілл (Dorothy Hamill) вигравали Олімпіади 1968 і 1976 відповідно. У 1990-ті роки продовжили цей стиль олімпійська чемпіонка 1992 року Крісті Ямагучі (Kristi Yamaguchi), Мішель Кван (вигравала чемпіонати світу 1996, 1998, 2000, 2001 і 2003 рр) та ін. Причому, коли вигравали Олімпіади неамериканські фігуристки, ІСУ кілька разів змінював систему суддівства (влітку 1972 року знизив «вагу» обов'язкових фігур, а влітку 1980 року змінив систему підрахунку, підраховуючи суму не оцінок, а очок).
У 1959 році фігуристка з Чехословаччини Яна Мразкова (Jana Mrazkova) першою серед жінок виконала потрійний стрибок (сальхов), однак на великих змаганнях одиночниці як і раніше виконували лише подвійні стрибки, лідери включали подвійний аксель.

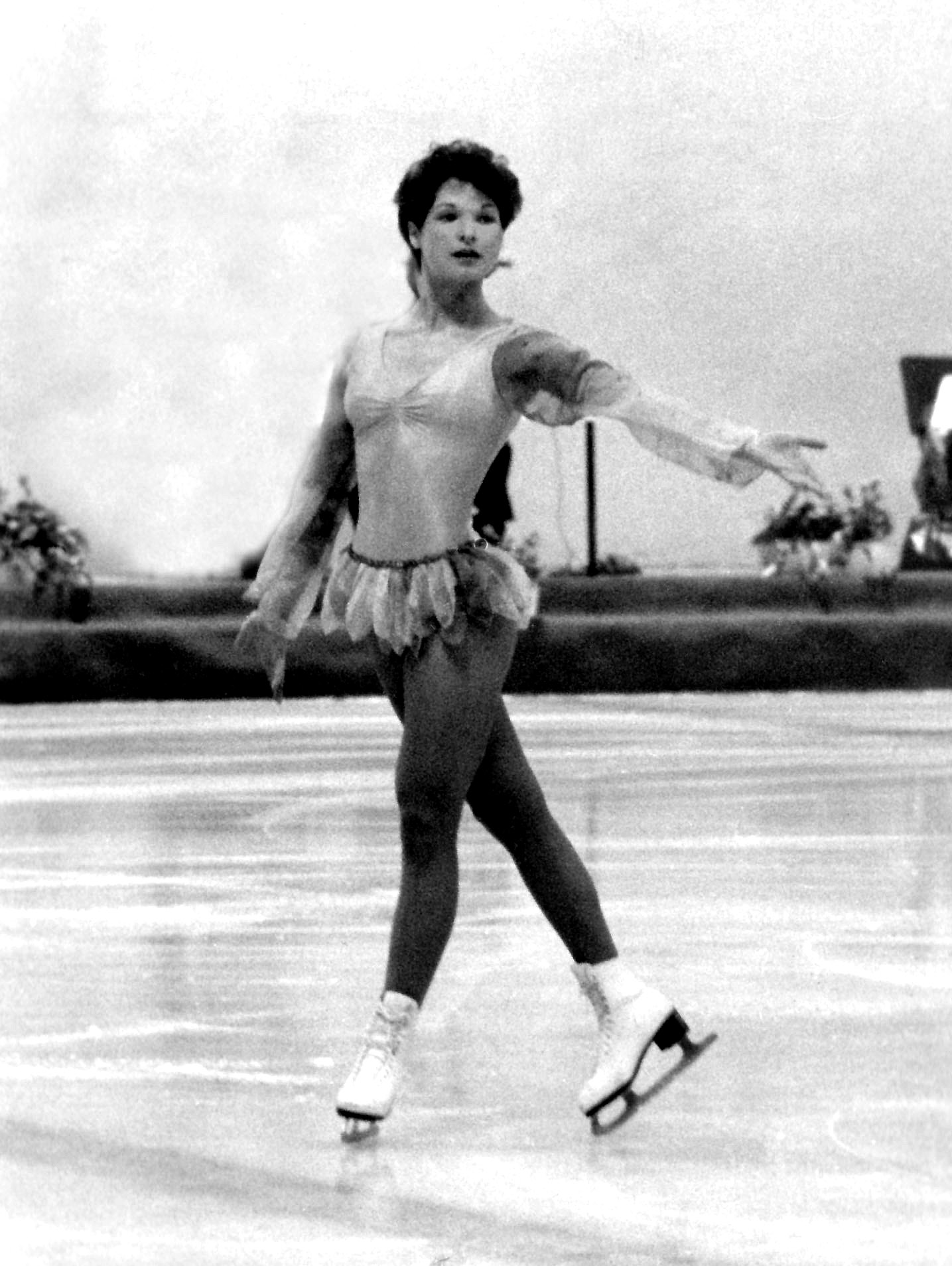
Анетт Пьотч у 1979 році

Ще у 1949 перший чемпіонат НДР серед жіночих пар виграли Ютта Зайферт (згодом Мюллер) і Ірені Зальцманн, ця маловідома подія призвела потім до появи двох видатних тренерів (Зальцманн перейшла в парне катання). Ютта Мюллер затвердила новаторський спортивний атлетичний стиль, в якому, тим не менш, розкривала й художньо-артистичні здібності фігуристок. Її учениця (і дочка) Габі Зайферт (Gabriele Seyfert) вигравала чемпіонати світу у 1969—1970, вперше виконала потрійний ріттбергер у 1968, інша учениця Соня Моргенштерн (Sonja Morgenstern) першою чисто виконала потрійний стрибок (сальхов) на чемпіонаті світу 1971, Анетт Пьотч стала олімпійською чемпіонкою у 1980, нарешті, вершини у жіночому одиночному катанні досягла Катаріна Вітт, олімпійська чемпіонка 1984 та 1988 рр., з гармонійними програмами, ідеальними технічними елементами, у високому стилі. Чемпіонкою Європи стала в 1990 і Евелін Гроссман.

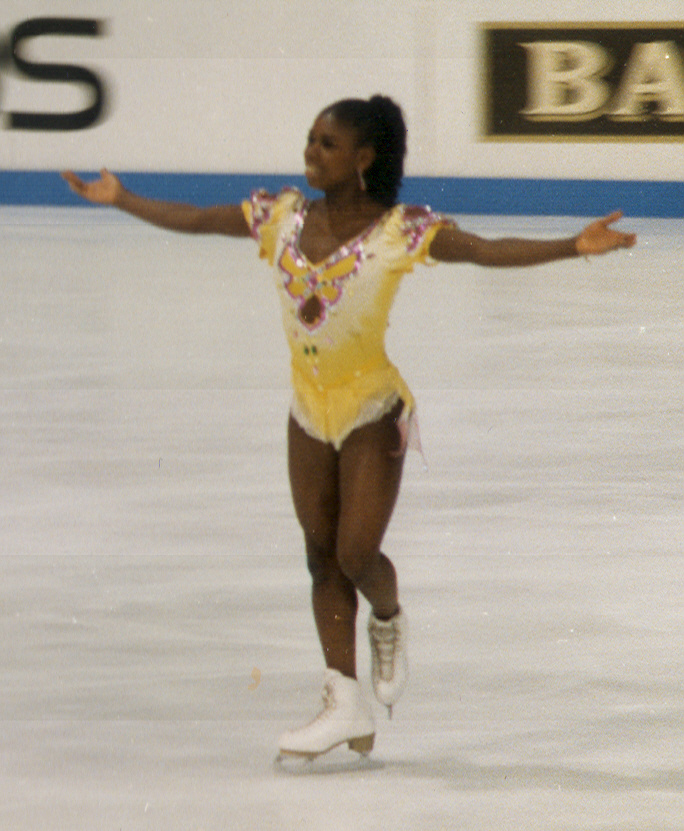
Сурія Бонали в 1992 році

Залишила слід в історії француженка Ніколь Асслер, що володіла унікальними по техніці обертаннями (особливо — у обертаннях сидячі та стоячи), яка виконувала показовий номер на музику «Рябинушка», що практично цілком складався з обертань. 5-разовою чемпіонкою Європи (1991—1995) стала Сурія Боналі, яка приделяла особливу увагу рекордно складним стрибкам і вперше включила в довільну програму четверний тулуп та каскад потрійний лутц — потрійний тулуп (які виконувалися з невеликим недообертом).
Фігуристкою, що виконувала обов'язкові фігури найвищої якістю, стала Беатрікс Шуба з Австрії, останньою отримала оцінку вище п'яти балів за фігури (1972).

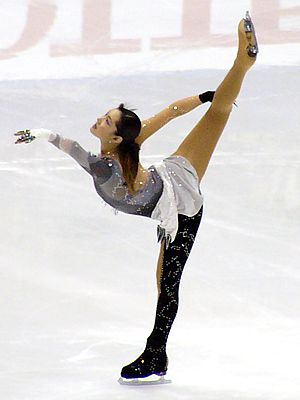
Сідзука Аракава на Етапі серії Гран-Прі: NHK Trophy (2004)

З 1980-х років японський тренер Матіко Ямада приділяла увагу винятковій технічній якості програм, включала рекордно складні стрибки. Її учениця Іто Мідорі першою серед жінок зробила стрибок у три з половиною обери аксель (1988), каскад з двох потрійних стрибків (тулупів, 1982) і шість різноманітних стрибків в одній довільній програмі (1989), за що на чемпіонаті світу 1989 року отримала п'ять оцінок 6,0 за техніку, ставши чемпіонкою світу. Стрибок у три з половиною оберти виконали також Юкарі Накано (Yukari Nakano) (2002) та Мао Асада (Mao Asada) (2004), остання першою зробила його у каскаді (з подвійним тулупом). Першою виконала чисто четверний стрибок (сальхов) Мікі Андо (2002). Олімпійською чемпіонкою у 2006 стала Сідзука Аракава.
Періодично з'являються цікаві фігуристки і в Канаді. Кращі обертання у 1982—84 роках демонструвала Кей Томсон, вона ж єдина з усіх в ці роки робила потрійний лутц.
Швейцарська школа фігурного катання виділяється виключно технічними обертаннями зі складними оригінальними позиціями, точним центруванням, величезною кількістю обертів та швидкістю обертання. Обертання з захопленням ноги виконувала в 1974 Карін Ітен (Karin Iten), ідеальної якості домоглася Деніз Більманн (за що обертання назвали на її честь), відрізнялися також Наталі Кріг (Nathalie Krieg) та Люсінда Ру (Lucinda Ruh). Більманн першою виконала і потрійний лутц (1978).
Винятковою емоційністю і якістю елементів відрізнялася українка Оксана Баюл, яка виконала одну з кращих коротких програм в історії на Олімпіаді-1994.

### у СРСР
Після довгого відставання нарешті вирвалися в лідери і радянські одиночниці. Тренер Станіслав Жук розвивав художньо-атлетичний стиль, притаманний радянській школі, його учениця Олена Водорєзова у 12-річному віці 1976 року вперше у світі виконала два унікальних, рекордних елемента: каскад подвійний фліп з потрійним тулупом (по-перше, це був перший в історії фігурного катання стрибок «фліп» у каскаді з потрійним стрибком, по-друге, перший потрійний стрибок у каскаді серед жінок, причому потрійний йшов другим по черзі, по-третє, перший потрійний стрибок у короткій програмі жінок) і три потрійних стрибка в одній довільній програмі (вперше серед жінок). Саме після Водорєзової лідери стали включати до програми 2—3 потрійних стрибка (на Олімпіаді-1976 лідери, у тому числі Хемілл, обійшлися лише подвійними).

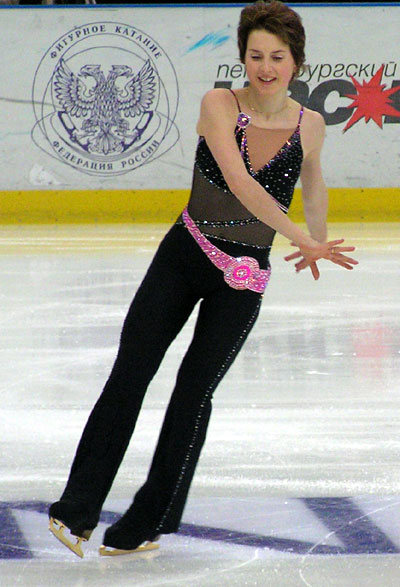
Ірина Слуцька на чемпіонаті Росії у 2005 році

Домоглася успіхів також інша учениця Жука Ганна Кондрашова, стиль якої був більш музичним і пластичним. У 1984 році Кондрашова, ще під керівництвом тренера Едуарда Плінера, стала першою радянською фігуристкою, яка завоювала «срібло» на чемпіонаті світу. Після серії невдач вийшла в лідери світового жіночого одиночного катання Кіра Іванова, яка тренувалася в школі Віктора Кудрявцева, а згодом — Олени Чайковської, у 1985—1988 Іванова отримувала велику перевагу в обов'язкових фігурах, опонувала три різних потрійних стрибка.
Ставала призером європейських чемпіонатів учениця Ігоря Ксенофонтова Наталія Лебедєва.
Після зміни поколінь у радянській школі Олена Водорєзова вивела в лідери Ольгу Маркову, яка володіла унікальним «кришталевим» стилем з винятковими по техніці і красі ковзанням, спіралями та обертаннями.
Учениця Віктора Кудрявцева, а згодом — Олени Чайковської, Марія Бутирська, яка велику увагу приділяла поданю програм у драматичному емоційному стилі, стала першою російською чемпіонкою світу (1999), в тому числі виконавши каскад потрійний тулуп — ойлер — потрійний сальхов. Російська фігуристка Ірина Слуцька першою в світі виконала каскад потрійний лутц — потрійний ріттбергер (2000).

## Структура змагань
Змагання з жіночого одиночного фігурного катання в останні роки проходять за наступною схемою: всі учасники виконують коротку програму, а 24 кращих за підсумками короткої програми потім виконують довільну. Якщо учасниць набирається дуже багато (це зазвичай буває на чемпіонатах Європи та світу), то для виконання короткої програми їх ділять на дві великі групи. У «ранкову» групу потрапляють найслабші спортсменки (мають найменший рейтинг ІСУ) та порядок їх виступів визначається простим жеребкуванням. У «вечірню» потрапляють учасниці з більше високим рейтингом, причому останні дві розминки обов'язково складають 12 спортсменок з найвищим рейтингом. Для скорочення чисельності учасниць чемпіонатів Європи та світу, й як наслідок підвищення їх престижності та видовищності, з сезону 2012/2013 для участі в чемпіонатах фігуристам необхідно набрати певний технічний мінімум як у короткій, так і у довільній програмі. В якості технічного мінімуму може бути зарахований необхідний результат будь-якого міжнародного змагання, що проводиться під егідою ІСУ, у двох сезонах, що передують чемпіонату. Технічний мінімум для короткої і довільної програми може бути набраний на різних змаганнях. Для жіночого одиночного катання були встановлені наступні мінімальні оцінки за техніку: 20 балів у короткій програмі, 36 балів у довільній програмі для участі в чемпіонатах Європи; 26 балів в короткій програмі, 46 балів у довільній програмі для участі в чемпіонатах світу.
Загальний результат турніру отримується простим додаванням балів, отриманих учасниками у короткій й у довільній програмах.
У минулому формат змагань відрізнявся від сучасного. Існував кваліфікаційний раунд, під час якого спортсмени виконували довільну програму, після чого 30 кращих виходило в коротку програму і потім 24 найсильніших знову виконували довільну.
До 1990 року змагання одиночників починалися з виконання обов'язкових фігур — «школи». Всі учасники повинні були накреслити на льоду кола, які включають в себе певні типи поворотів, після виконання кожного судді виходили на лід і вивчали залишений учасником слід. Спочатку оцінка за «школу» становила більшу частку кінцевого результату турніру, однак поступово під тиском телебачення, що вважало цю частину програми нудною для телеглядача, її частину зменшували, поки не скасували зовсім.